# Kirsty Bertarelli
Kirsty Bertarelli (geb. Roper, * 30. Juni 1971 in Staffordshire) ist eine britisch-schweizerische Sängerin und Songwriterin sowie ehemalige Miss United Kingdom.

## Leben und Karriere
Kirsty Roper wuchs als Tochter eines britischen Unternehmers in der englischen Grafschaft Staffordshire auf. Ihr Vater leitete das damals vollständig und heute noch teilweise im Besitz der Familie Roper befindliche Keramikunternehmen Churchill China.
1988 wurde Bertarelli im Alter von 17 Jahren zur Miss United Kingdom gewählt. In der Folge war sie eine Zeit lang auch als Model tätig. Mit dem Umzug nach London konzentrierte sie sich jedoch auf das Songwriting und wurde später bei Warner unter Vertrag genommen. Ihren grössten Erfolg als Songwriterin hatte sie im Jahr 2000 als Co-Autorin des Nummer-eins-Hits Black Coffee der All Saints.
Daneben war Bertarelli auch in verschiedenen Projekten tätig, unter anderem mit einer eigenen Damenkollektion unter dem Alinghi-Label sowie für die Wohltätigkeitsorganisation Smiling Children, für die sie auch mehrere Songs schrieb und interpretierte. In der Folge wurde sie 2009 bei Universal unter Vertrag genommen. Ihr Debütalbum Elusive – bei dem sie auch die Songtexte schrieb – erschien im Januar 2010 und erreichte die Top-20 der Schweizer Hitparade.
Bertarelli war von 2000 bis 2021 mit dem italienisch-schweizerischen Unternehmer und Milliardär Ernesto Bertarelli verheiratet, mit dem sie drei Kinder hat.